# 孙烺轩
孙烺轩，名祥琪，天津人。为早年元隆绸布店的创办人。孙烺轩原为益泰昌布店学徒，后升任经理，1896年，他与别人合资开设元隆绸布店。1915年，孙烺轩又合资开办晋丰银号、元裕和元聚纱布庄。他死后元隆绸布店等资产由其次子孙仲凯接任。

## 内部链接
- 元隆孙旧宅
- 孙仲凯